# Џон Г. Дауни
Џон Гејтли Дауни (енгл. John Gately Downey; Роскомон, 24. јун 1827 — Лос Анђелес, 1. март 1894) је био ирско-амерички политичар и седми гувернер Калифорније од 14. јануара 1860 до 10. јануара 1862. године. До избора Арнолда Шварценегера 2003. године, Дауни је био једини гувернер Калифорније који није рођен у Сједињеним Државама. Дауни је такође био први човек из Јужне Калифорније који је изабран за гувернера.